# Al-Arika
Al-Arika (arab. العريقة) – miasto w Syrii, w muhafazie As-Suwajda. W 2004 roku liczyło 3798 mieszkańców.